# 试金石

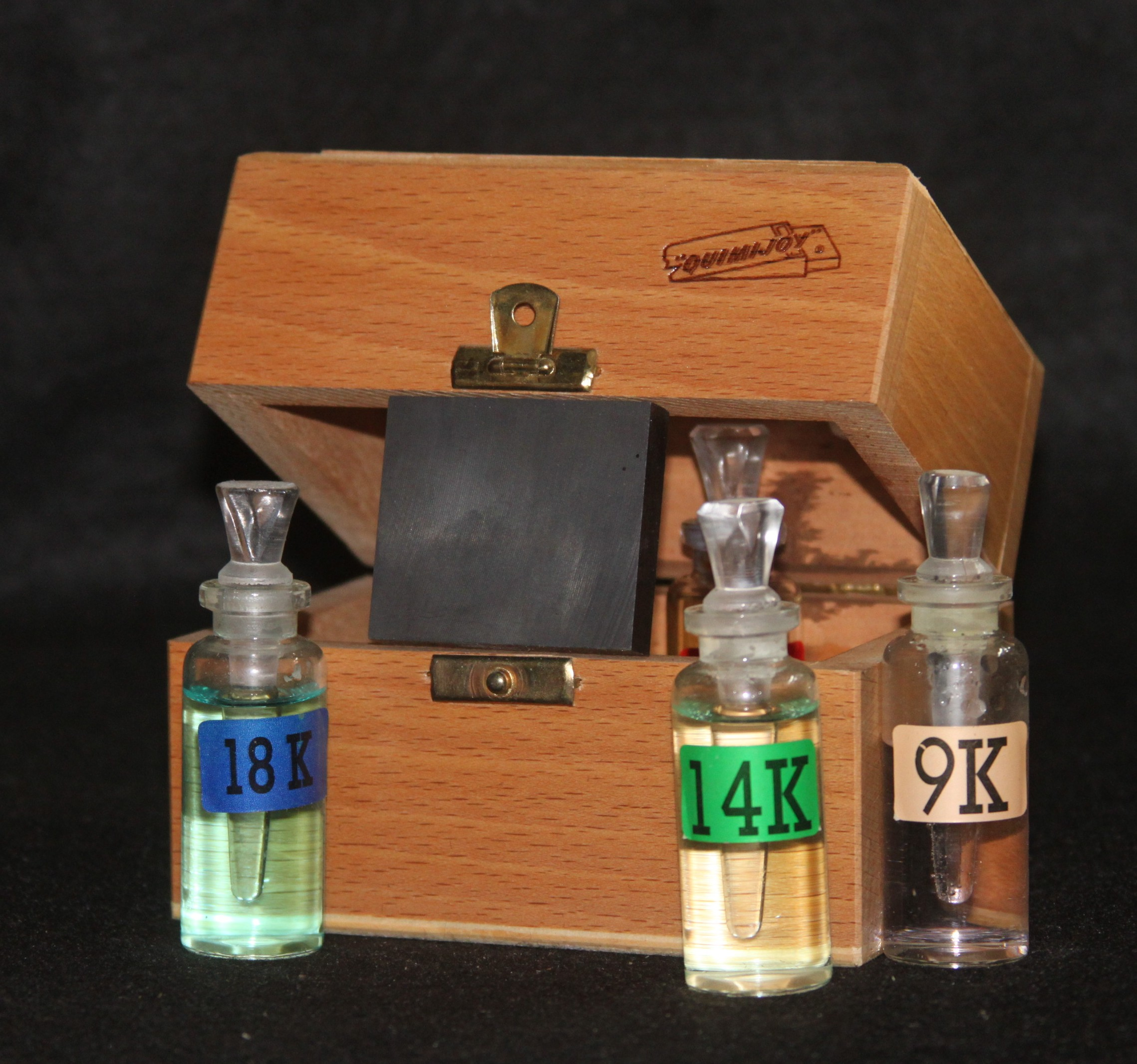
试金石套装

试金石是一种小块的深色石材，例如板岩或放射虫岩就屬於试金石，它們主要用來分析貴金屬合金的纯度。试金石具有细腻的表面，软金属在试金石上会留下可见的痕迹。

## 历史
印度河流域文明和古希腊的人民就懂得使用试金石來探測软金属的纯度。